# Pulse Autocycle
De Pulse Autocycle is een autocycle; een kruising tussen een auto en een motorfiets. Het voertuig werd ontworpen door Jim Bede en was bedoeld als een futuristisch alternatief voor traditionele motorfietsen en auto's.

## Ontwikkeling
In de jaren '60 en '70 van de 20e eeuw, beloofde Jim Bede de luchtvaart toegankelijker te maken voor iedereen die de vrijheid van vliegen wilde ervaren. Na zijn afstuderen in 1957 begon hij bij North American Aviation, waar hij meewerkte aan de A-3 Vigilante, F-4 en F-100. Hij bleef niet lang bij deze fabrikant en richtte zich uiteindelijk op het populair maken van vliegen.
Eind jaren '70 lanceerde Bede een soort vliegtuig voor op de weg, de BD-200. De BD-200 zou later worden omgedoopt tot Litestar en vervolgens tot Pulse.

## Productie
Tussen 1982 en 1990 werden er ongeveer 366 van deze autocycles gemaakt in Scranton, Iowa en Owosso. De eerste 40 werden Litestars genoemd, maar om zakelijke redenen werd de naam van dit voertuig veranderd van Litestar in Pulse. Er werden ongeveer 350 voertuigen geproduceerd onder deze laatste naam.
In 1990 ging het bedrijf Pulse failliet.

## Specificaties
De Pulse Autocycle rijdt op twee grote wielen en heeft een klein 8-inch wiel aan elke kant, dus heeft het voertuig eigenlijk vier wielen. Omdat slechts één van deze kleinere wielen tegelijk de weg raakt, wordt de Pulse in de meeste staten geclassificeerd als een driewielige motorfiets. Het is een vrij groot voertuig met een wielbasis van 305 cm, een totale lengte van 488 cm en een gewicht van ongeveer 454 kg. Hij biedt plaats aan twee personen, waarbij bestuurder en passagier achter elkaar zitten, en heeft een klein bagageplateau achter de passagiersstoel.

## Trivia

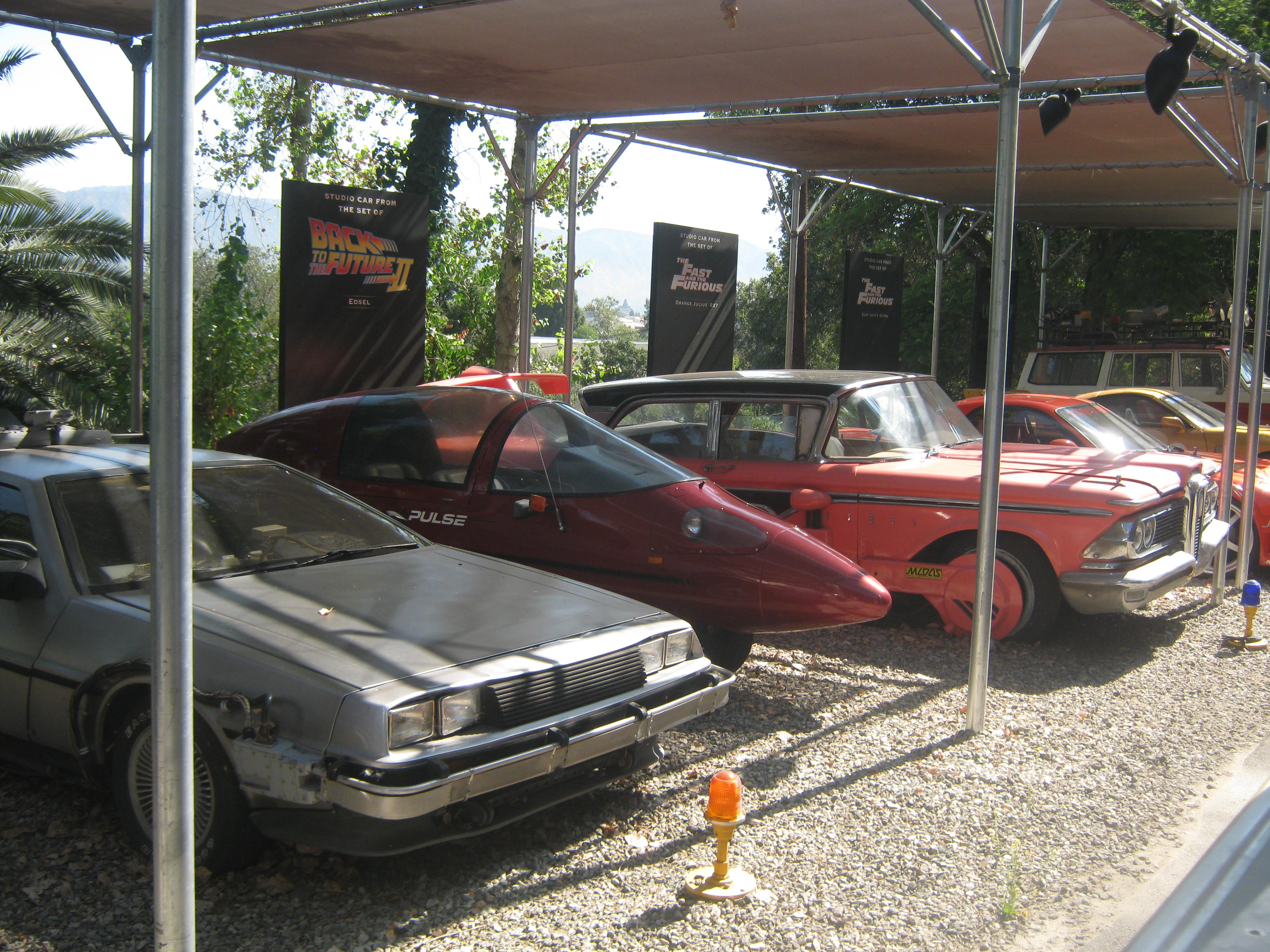
De bordeauxrode Pulse Autocycle in Back to the Future Part II (midden)

- In Back to the Future Part II zijn ook Pulse Autocycles te zien. In de film komen onder andere een bordeauxrode en een witte variant voor.[5]